# شد (إله)
شد كان إلهاً من الدين المصري القديم. ويعني اسمه "المنقذ" أو "المخلص". تم تسجيل وجوده لأول مرة بعد فترة العمارنة. يمثل شد مفهوم الخلاص، ويرتبط بـ حورس، وخاصة حورس الطفل. وبدلاً من أن تكون له عبادة رسمية في معبد أو كطائفة رسمية، يبدو أنه كان إلهاً يلجأ إليه المصريون العاديون لإنقاذهم من المرض أو المصائب أو الخطر. يُظهر على لوحة متيرنيخ وهو يتغلب على الخطر في شكل ثعبان وعقرب وتماسيح. تم تفسير ظهور الأسماء التي تعني "المنقذ" في العبادة الشخصية خلال فترة العمارنة على أنها استجابة شعبية من الناس العاديين لمحاولات إخناتون حظر الديانة المصرية القديمة. كما ينظر إلى شد على أنه شكل من أشكال الإله الكنعاني رشف.
يمكن تصوير شد كأمير شاب يتغلب على الثعابين والأسود والتماسيح.
ينظر إلى شد كشكل من أشكال المنقذ، ومساعد لأولئك الذين في حاجة عندما تكون سلطة الدولة أو مساعدة الملك مفقودة. يمكن أن يمتد الاعتماد المتزايد على المساعدة الإلهية حتى إلى إنقاذ الشخص من العالم السفلي، وحتى توفير بديل، وإطالة مدة بقاء الشخص في هذا العالم. في المملكة الحديثة، يتم توجيه النداء إلى شد "المنقذ" على العديد من اللوحات من قبل أشخاص يبحثون عنه أو يشكرونه على مساعدته.
يجادل ماثياس نيومان بأن الاسم الإلهي إيل شداي في الكتاب المقدس العبري مشتق من اسم شد.